# Gambrinus liga 1998/1999
Sezóna 1998/99 Gambrinus ligy byla 6. sezónou v samostatné české lize. Začala 2. srpna 1998 a skončila 30. května 1999.

## Konečná tabulka
| Poř. | Tým                 | Z  | V  | R  | P  | VG | OG | B  |
| ---- | ------------------- | -- | -- | -- | -- | -- | -- | -- |
| 1.   | AC Sparta Praha (C) | 30 | 17 | 9  | 4  | 62 | 23 | 60 |
| 2.   | FK Teplice          | 30 | 16 | 7  | 7  | 55 | 30 | 55 |
| 3.   | SK Slavia Praha (P) | 30 | 15 | 10 | 5  | 51 | 31 | 55 |
| 4.   | SK Sigma Olomouc    | 30 | 12 | 11 | 7  | 42 | 34 | 47 |
| 5.   | FC Baník Ostrava    | 30 | 10 | 15 | 5  | 39 | 26 | 45 |
| 6.   | FK Chmel Blšany (N) | 30 | 12 | 6  | 12 | 48 | 44 | 42 |
| 7.   | FC Boby Brno        | 30 | 11 | 8  | 11 | 37 | 33 | 41 |
| 8.   | SK Hradec Králové   | 30 | 11 | 6  | 13 | 33 | 40 | 39 |
| 9.   | FC Slovan Liberec   | 30 | 9  | 11 | 10 | 33 | 34 | 38 |
| 10.  | FK Viktoria Žižkov  | 30 | 11 | 5  | 14 | 31 | 47 | 38 |
| 11.  | FC Petra Drnovice   | 30 | 9  | 10 | 11 | 35 | 44 | 37 |
| 12.  | FK Jablonec 97      | 30 | 9  | 8  | 13 | 37 | 46 | 35 |
| 13.  | FC Dukla Příbram    | 30 | 8  | 9  | 13 | 28 | 41 | 33 |
| 14.  | SFC Opava           | 30 | 8  | 8  | 14 | 40 | 54 | 32 |
| 15.  | FC Viktoria Plzeň   | 30 | 8  | 8  | 14 | 26 | 43 | 32 |
| 16.  | FC Karviná (N)      | 30 | 6  | 5  | 19 | 28 | 55 | 23 |

Poznámky:
- Z = Odehrané zápasy; V = Vítězství; R = Remízy; P = Prohry; VG = Vstřelené góly; OG = Obdržené góly; B = Body
- (C) = obhájce titulu, (P) = vítěz Českého poháru, (N) = nováček (minulou sezónu hrál nižší soutěž a postoupil)

|  | Postup do Ligy mistrů 1999/00          |
|  | Postup do předkola Ligy mistrů 1999/00 |
|  | Postup do Poháru UEFA 1999/00          |
|  | Postup do Poháru Intertoto 1999        |
|  | Sestup do 2. ligy 1999/00              |

## Soupisky mužstev
- V závorce za jménem je uveden počet utkání a branek, u brankářů ještě počet čistých kont

### AC Sparta Praha
Michal Čaloun (18/0/8),
Tomáš Poštulka (12/0/7) –
Miroslav Baranek (27/8),
Martin Čížek (13/0),
Petr Gabriel (23/3),
Martin Hašek (29/2),
Michal Horňák (24/1),
Vratislav Lokvenc (29/11),
Antonín Mlejnský (18/1),
Jiří Novotný (17/1),
Pavel Novotný (27/1),
Josef Obajdin (27/6),
Petr Papoušek (10/0),
Martin Prohászka (12/4),
Tomáš Rosický (3/0),
Horst Siegl (30/18),
Miroslav Sovič (10/2),
Luděk Stracený (13/0),
Vlastimil Svoboda (13/0),
Zdeněk Svoboda (4/1),
Michal Šmarda (13/3),
Tomáš Votava (22/0) –
trenér Zdeněk Ščasný, asistenti František Kopač a Vítězslav Lavička

### FK Teplice
Libor Macháček (30/0/14) –
Michal Bílek (25/3),
Petr Brabec (28/3),
Radek Divecký (27/8),
Michal Doležal (14/0),
Petr Fousek (30/7),
Zdenko Frťala (26/0),
Tomáš Heřman (16/1),
Petr Hruška (9/0),
Jaromír Jindráček (24/8),
David Köstl (2/0),
Aleš Pikl (22/0),
Miroslav Rada (27/0),
Zbyněk Rampáček (27/2),
Marián Řízek (27/4),
Petr Strouhal (1/0),
Dušan Tesařík (29/5),
Vít Turtenwald (3/0),
Štěpán Vachoušek (10/1),
Pavel Verbíř (28/13),
Petr Voříšek (5/0) –
trenér Josef Pešice, asistent Miroslav Šafařík a Petr Němec

### SK Slavia Praha
Radek Černý (25/0/12),
Jan Stejskal (4/0/1),
Michal Václavík (1/0/0) –
Karim Adippe (11/1),
Tomáš Dixa (1/0),
Richard Dostálek (27/5),
Pavel Horváth (29/7),
Peter Hrubina (11/0),
Marek Isteník (3/0),
Luboš Kozel (5/1),
Radek Krejčík (3/0),
Tomáš Kučera (16/3),
Tomáš Kuchař (21/1),
Vladimír Labant (26/1),
Jiří Lerch (26/0),
Vladimír Malár (11/4),
Adam Petrouš (29/1),
Samir Pinjo (1/0),
Tomáš Poláček (2/0),
Karel Rada (14/1),
Jiří Skála (28/7),
Ivo Ulich (25/5),
Karel Vácha (2/0),
Robert Vágner (27/12),
Jaroslav Veltruský (3/0),
Petr Vlček (16/1),
Luděk Zelenka (10/1) –
trenér Jaroslav Hřebík, asistent Petr Rada

### SK Sigma Olomouc
Petr Pižanowski (16/0/3),
Jindřich Skácel (16/0/4) –
Jiří Balcárek (22/3),
Jiří Barbořík (20/1),
Marcel Cupák (2/0),
Radek Drulák (2/0),
Pavel Hapal (12/8),
Marek Heinz (28/9),
Aleš Chmelíček (1/0),
Radim König (8/0),
Martin Kotůlek (29/2),
Radoslav Kováč (21/0),
Michal Kovář (27/1),
Jiří Krohmer (25/2),
Radim Kučera (27/3),
Oldřich Machala (30/0),
Josef Mucha (29/4),
Aleš Ryška (8/0),
Michal Štefka (22/1),
Tomáš Ujfaluši (28/1),
Aleš Urbánek (11/1),
Stanislav Vlček (25/4),
Pavel Zavadil (2/0) –
trenér Milan Bokša (1.–22. kolo), Leoš Kalvoda (23. kolo) a Dan Matuška (24.–30. kolo), asistenti Vlastimil Palička, Leoš Kalvoda a Jiří Vít

### FC Baník Ostrava
Vít Baránek (23/0/10),
Ivo Schmucker (2/0/0),
Pavel Srniček (6/0/2) –
Jan Baránek (13/0),
Milan Baroš (7/0),
René Bolf (28/3),
Robert Caha (15/0),
Vladimír Čáp (20/0),
Pavel Harazim (11/0),
Marek Jankulovski (26/2),
Marcel Lička (28/6),
Martin Lukeš (18/7),
Milan Páleník (2/0),
Michal Pančík (15/0),
Milan Poštulka (29/3),
Petr Ruman (26/4),
Petr Samec (12/2),
Libor Sionko (27/8),
Radek Slončík (23/1),
Tomáš Šťástka (24/0),
Petr Veselý (14/0),
Radim Wozniak (2/0),
Tibor Zátek (12/0),
Libor Žůrek (4/0) –
trenér Verner Lička, asistent Bohumil Páník

### FK Chmel Blšany
Aleš Chvalovský (15/0/2),
Jiří Němeček (3/0/0),
Michal Vorel (13/0/3) –
Sergio José Bastida (1/0),
Günter Bittengel (29/4),
Tomáš Buldra (1/0),
Libor Čihák (25/1),
Jaroslav Diepold (8/1),
Libor Došek (15/2),
Václav Drobný (9/0),
Pavel Drsek (28/6),
Patrik Gedeon (28/2),
Roman Hogen (27/9),
Ondřej Houda (1/0),
Aleš Jindra (21/2),
Jindřich Jirásek (7/0),
Jan Kyklhorn (3/0),
Pavel Pergl (21/1),
Michal Pospíšil (24/3),
Petr Průcha (23/2),
Jiří Sýkora (10/0),
Jan Šimák (30/8),
Karel Tichota (28/0),
Jan Vorel (20/1),
Petr Vrabec (27/3) –
trenér Miroslav Beránek, asistent Jan Říčka a Jiří Sedláček

### FC Boby Brno
Luboš Přibyl (28/0/8),
Radim Vlasák (4/0/1) –
Tomáš Abrahám (5/0),
Petr Baštař (15/0),
Zdeněk Cihlář (23/1),
Libor Došek (2/0),
Richard Dostálek (22/8),
Pavel Holomek (27/6),
Martin Hyský (3/0),
Lukáš Jiříkovský (1/0),
Petr Kocman (13/0),
Michal Kolomazník (25/6),
Přemysl Kovář (1/0),
Petr Křivánek (26/3),
Jan Maroši (26/1),
Pavel Mezlík (1/0),
Milan Pacanda (23/9),
Jan Palinek (25/2),
Jan Polák (20/0),
Patrik Siegl (29/2),
Petr Švancara (26/6),
Zdeněk Valnoha (11/1),
Karel Večeřa (1/0),
Martin Zbončák (28/0),
Marek Zúbek (27/0) –
trenér Karel Večeřa (1.–2. kolo) a Karel Jarůšek (3.–30. kolo), asistenti Jiří Hamřík a Josef Hron

### SK Hradec Králové
Karel Novotný (1/0/0),
Karel Podhajský (30/0/10),
Martin Svoboda (1/0/0) –
Tomáš Bouška (15/1),
Pavel Černý (23/1),
Jaroslav Dvořák (26/8),
Walter Rodrigo Fleita (4/0),
Karel Havlíček (16/0),
David Homoláč (19/0),
Richard Jukl (28/6),
David Kalousek (28/1),
Peter Kavka (4/0),
František Koubek (26/11),
Michal Lesák (10/0),
Jaroslav Michalička (22/1),
Bohuslav Pilný (11/0),
Jaroslav Plašil (1/0),
Petr Pokorný (26/3),
Milan Ptáček (2/0),
Vlastimil Ryšavý (13/0),
Juan Manuel Sara (7/0),
Ondřej Szabo (7/0),
Michal Šmíd (5/0),
Jiří Záleský (27/1),
Miroslav Zemánek (29/0),
David Zoubek (25/0) –
trenér Ladislav Škorpil (1.–9. kolo) a Stanislav Kocourek (10.–30. kolo), asistenti Stanislav Kocourek, Milan Petřík a Luděk Jelínek

### FC Slovan Liberec
Tomáš Bárta (1/0/0),
Zbyněk Hauzr (1/0/0),
Antonín Kinský (28/0/8) –
Martin Barbarič (11/3),
Zdeněk Beňo (6/0),
David Breda (26/2),
Richard Culek (16/1),
Pavel Čapek (28/2),
Martin Čupr (16/0),
Pablo Goberville (1/0),
Michal Hrbek (19/2),
Libor Janáček (26/0),
Tomáš Janů (20/1),
Jiří Jarošík (21/2),
Marek Kincl (27/5),
Luděk Klusáček (15/2),
Josef Lexa (24/1),
Lazzaro Liuni (22/9),
Stanislav Marek (24/0),
Rastislav Michalík (25/0),
Pavel Negru (3/1),
Pavel Němčický (4/0),
Jiří Novotný (9/0),
Lukáš Novotný (4/0),
Bohuslav Pilný (11/0),
Petr Silný (2/0),
Luboš Zákostelský (21/2) –
trenér Josef Petřík (1.–15. kolo) a Ladislav Škorpil (16.–30. kolo), asistenti Josef Petřík, Zdeněk Hruška a Martin Hřídel

### FK Viktoria Žižkov
Jiří Kobr (4/0/0),
Petr Kouba (23/0/8),
Jan Stejskal (4/0/0) –
Karim Adippe (5/0),
Miroslav Baček (1/0),
Zdeněk Bečka (12/1),
Jan Buryán (27/0),
Roman Gibala (28/6),
Rostislav Hertl (23/0),
Petr Holota (24/0),
Tomáš Hunal (27/0),
Kennedy Chihuri (23/3),
Tomáš Klinka (6/0),
Miloslav Kordule (13/2),
Tomáš Kučera (4/1),
Jaroslav Lindenthal (1/0),
Milan Lindenthal (6/0),
Jaromír Navrátil (10/0),
Pavol Pavlús (11/0),
Jaromír Plocek (26/0),
Jiří Sabou (5/0),
Marek Stratil (4/0),
Miroslav Šebesta (18/3),
Jaroslav Šilhavý (20/1),
Tomáš Urban (7/2),
Karel Valkoun (9/2),
Jan Zakopal (25/0),
Pavel Zbožínek (23/1),
Luděk Zelenka (20/9) –
trenér Július Bielik (1.–15. kolo), Jiří Štol (16.–19. kolo) a Petr Uličný (20.–30. kolo), asistent Jiří Štol a Juraj Šimurka

### FC Petra Drnovice
Martin Pařízek (3/0/1),
Martin Vaniak (28/0/8) –
Erich Brabec (11/1),
Bronislav Červenka (24/6),
René Formánek (4/0),
Zdeněk Grygera (25/0),
Miroslav Holeňák (24/3),
Vlastimil Chytrý (1/0),
Miroslav Kadlec (26/2),
Jiří Kaufman (5/1),
Ivan Kopecký (11/0),
Miloslav Kufa (8/0),
Marek Kulič (12/1),
Petr Maléř (2/0),
Zdeněk Mikoláš (5/0),
Martin Müller (28/0),
Emil Nečas (13/0),
Michal Nehoda (24/1),
Rudolf Otepka (27/3),
Jiří Pospíšil (24/1),
Vítězslav Tuma (26/11),
Karel Urbánek (5/0),
Ivan Valachovič (25/0),
Petr Veselý (15/1),
Jozef Weber (27/4) -
trenér Jindřich Dejmal (1.–20. kolo), Ivan Kopecký (21.–26. kolo) a Karel Večeřa (27.–30. kolo), asistenti Miroslav Krieg a Jiří Doležílek

### FK Jablonec 97
Petr Drobisz (3/0/0),
Zdeněk Jánoš (27/0/5) –
Milan Barteska (26/2),
Tomáš Čížek (18/0),
Milan Fukal (24/3),
Martin Hapiák (9/1),
Radim Holub (29/9),
Vladimír Chaloupka (19/0),
Pavel Jirousek (19/0),
Josef Just (13/0),
Aleš Kohout (6/0),
Miloslav Kordule (13/1),
Jiří Mašek (7/0),
Jaromír Navrátil (10/0),
Radim Nečas (26/5),
Robert Neumann (18/1),
Pavel Pěnička (23/1),
Tomáš Požár (19/0),
Martin Procházka (22/7),
Richard Sitarčík (1/0),
Roman Skuhravý (23/2),
Dalibor Slezák (12/3),
Jan Sopko (8/0),
Jiří Vávra (22/1),
Martin Vejprava (12/1) –
trenér Jiří Kotrba (1.–6. kolo), Jaroslav Dočkal (7.–15. kolo) a Július Bielik (16.–30. kolo), asistenti Zdeněk Klucký a Radim Straka

### FC Dukla Příbram
Jan Klíma (13/0/4),
František Ondrůšek (17/0/3) –
Jiří Antoš (5/0),
Václav Černý (1/0),
Radek Čížek (25/1),
Michal Hoffmann (16/0),
Aleš Hynek (22/0),
Lukáš Jarolím (14/3),
Josef Jinoch (5/0),
Michal Káník (6/0),
Martin Kokšál (1/0),
Radek Krejčík (13/0),
Tomáš Kukol (14/0)),
Michal Macek (2/0),
Marcel Mácha (26/0),
Jaroslav Mašek (21/1),
Lumír Mistr (8/0),
Radek Mynář (29/1),
David Nehoda (22/2),
Marcel Pacovský (6/0),
Petr Podzemský (15/0),
Jan Riegel (1/0),
Jiří Rychlík (7/0),
Jan Saidl (18/2),
Michal Seman (29/9),
Martin Špinar (27/0),
Hynek Talpa (11/0),
Zdeněk Valnoha (15/1),
Miroslav Vápeník (8/1),
Luděk Vyskočil (15/7) –
trenér Josef Csaplár (1.–12. kolo) a Jiří Kotrba (13.–30. kolo), asistenti Robert Žák a Ladislav Macho

### Slezský FC Opava
René Twardzik (28/0/4),
Michal Vorel (3/0/0) –
Jan Baránek (15/6),
Jiří Barbořík (5/0),
Lukáš Černín (21/0),
Jiří Fencl (22/1),
Alois Grussmann (26/6),
Pavel Harazim (14/0),
Aleš Hellebrand (5/0),
Roman Hendrych (29/3),
Roman Janoušek (7/0),
Miroslav Kamas (27/0),
Jaroslav Kolínek (29/1),
František Metelka (5/0),
Roman Nohavica (14/2),
Jan Pejša (21/2),
Zdeněk Pospěch (3/0),
Radomír Prasek (23/9),
Ľubomír Puhák (17/0),
Uladzimir Putraš (9/0),
Lumír Sedláček (25/5),
Jiří Studeník (11/0),
Radek Špiláček (11/0),
Tomáš Vychodil (30/2) –
trenér Jiří Bartl, asistent Jiří Berousek

### FC Viktoria Plzeň
Radomír Havel (30/0/6) –
Zdeněk Bečka (14/0),
Jaroslav Diepold (14/2),
Pavel Dobrý (9/1),
Lukáš Došek (29/0),
Tomáš Došek (29/9),
Dejan Drenovac (17/3),
Petr Hlavsa (6/1),
Miroslav Janota (13/1),
Pavel Mejdr (11/0),
Miroslav Mika (23/1),
David Novák (18/0),
Lukáš Pleško (26/0),
Stanislav Purkart (29/2),
Miloš Slabý (26/1),
Libor Smetana (19/0),
Petr Smíšek (4/0),
Jiří Studeník (15/0),
Jaroslav Šedivec (14/0),
Marcel Švejdík (23/0),
Martin Švejnoha (1/0),
Jan Velkoborský (27/4),
Dejan Vrajić (6/0),
Ondřej Zapoměl (1/0) –
trenér Petr Uličný (1.–17. kolo) a Milan Šíp (18.–30. kolo), asistent Milan Šíp

### FC Karviná
Pavel Barcuch (22/0/4),
Milan Miklas (8/0/2) –
René Benefi (23/0),
Pavel Bernatík (1/0),
Marek Bielan (2/0),
Václav Činčala (24/3),
Milan Duhan (23/3),
Róbert Kafka (14/1),
David Kotrys (8/0),
Radim Krupník (12/1),
Pavel Kubeš (27/1),
Petr Maléř (13/1),
Petr Mašlej (22/6),
Martin Plachta (21/0),
Marek Poštulka (5/3),
Roman Přibyl (13/0),
Martin Rozhon (25/3),
Aleš Ryška (9/0),
David Sourada (24/0),
Michal Šlachta (26/4),
Martin Špička (2/0),
Kamil Štěpaník (8/0),
Ladislav Šulák (28/0),
Radomír Šulák (20/0),
Marián Tibenský (12/0),
Goča Trapaidze (5/0),
Roman Zelenay (16/2) –
trenér Jaroslav Netolička (1.–6. kolo) a Igor Štefanko (7.–30. kolo), asistenti Miloš Lintner a Václav Daněk